# لولا أرياس
لولا أرياس (بالإسبانية: Lola Arias)‏ هي كاتبة مسرحية وكاتِبة ومخرجة وممثلة أرجنتينية، ولدت في 1976 ببوينس آيرس في الأرجنتين.

## وصلات خارجية
- لولا أرياس على موقع IMDb (الإنجليزية)
- لولا أرياس على موقع IMDb (الإنجليزية)